# Parawixia rimosa
Parawixia rimosa là một loài nhện trong họ Araneidae.
Loài này thuộc chi Parawixia. Parawixia rimosa được Eugen von Keyserling miêu tả năm 1892.